# Tour de Guangxi Femenino 2019
La 3.ª edición del Tour de Guangxi Femenino se celebró en la región de Guangxi, República Popular China el 22 de octubre de 2019 con inicio y final en la ciudad de Guilin.
La carrera hizo parte del UCI WorldTour Femenino 2019 como competencia de categoría 1.WWT del calendario ciclístico de máximo nivel mundial siendo la vigésimo cuarta y última carrera de dicho circuito para la temporada 2019. La australiana Chloe Hosking del Alé Cipollini fue la vencedora y la acompañaron en el podio, como segunda y tercera clasificada respectivamente, la canadiense Alison Jackson del Tibco-SVB y la neerlandesa Marianne Vos del CCC-Liv.

## Equipos participantes
Tomaron parte en la carrera un total de 17 equipos, de los cuales 15 son de categoría UCI Team Femenino 2 selecciones nacionales, quienes conformaron un pelotón de 87 ciclistas de las cuales terminaron 79. Los equipos participantes fueron:
| Equipos femeninos (15)- Astana Women's - Alé Cipollini - BTC City Ljubljana - Canyon-SRAM Racing - CCC-Liv - China Liv - Doltcini-Van Eyck Sport - FDJ-Nouvelle Aquitaine-Futuroscope - Hitec Products - Lotto Soudal Ladies - Minsk Cycling Club - Mitchelton-Scott - Sunweb Women - Tibco-Silicon Valley Bank - Valcar Cylance Equipos nacionales (2)- República Popular China - Hong Kong |
| |

## Clasificaciones finales
Las clasificaciones finalizaron de la siguiente forma:

### Clasificación general
| \| Clasificación general \| Clasificación general \| Clasificación general \| Clasificación general \| Clasificación general \| \| Ciclista \| Ciclista \| Equipo \| Tiempo \| \| \| --------------------- \| --------------------- \| ---------------------------------- \| --------------------- \| --------------------- \| \| 1.ª \| Chloe Hosking \| Alé Cipollini \| 3 h 58 min 46 s \| \| \| 2.ª \| Alison Jackson \| Tibco-Silicon Valley Bank \| + 0 s \| \| \| 3.ª \| Marianne Vos \| CCC-Liv \| + 0 s \| \| \| 4.ª \| Arlenis Sierra \| Astana Women's Team \| + 0 s \| \| \| 5.ª \| Chiara Consonni \| Valcar Cylance \| + 0 s \| \| \| 6.ª \| Tanja Erath \| Canyon-SRAM Racing \| + 0 s \| \| \| 7.ª \| Hanna Tseraj \| Minsk Cycling Club \| + 0 s \| \| \| 8.ª \| Ilaria Sanguineti \| Valcar Cylance \| + 0 s \| \| \| 9.ª \| Emilia Fahlin \| FDJ-Nouvelle Aquitaine-Futuroscope \| + 0 s \| \| \| 10.ª \| Lauren Stephens \| Tibco-Silicon Valley Bank \| + 0 s \| \| |                   |                                    |                 |
| |                   |                                    |                 |
| |                   |                                    |                 |
| Clasificación general |                   |                                    |                 |
| Ciclista | Ciclista          | Equipo                             | Tiempo          |
| 1.ª | Chloe Hosking     | Alé Cipollini                      | 3 h 58 min 46 s |
| 2.ª | Alison Jackson    | Tibco-Silicon Valley Bank          | + 0 s           |
| 3.ª | Marianne Vos      | CCC-Liv                            | + 0 s           |
| 4.ª | Arlenis Sierra    | Astana Women's Team                | + 0 s           |
| 5.ª | Chiara Consonni   | Valcar Cylance                     | + 0 s           |
| 6.ª | Tanja Erath       | Canyon-SRAM Racing                 | + 0 s           |
| 7.ª | Hanna Tseraj      | Minsk Cycling Club                 | + 0 s           |
| 8.ª | Ilaria Sanguineti | Valcar Cylance                     | + 0 s           |
| 9.ª | Emilia Fahlin     | FDJ-Nouvelle Aquitaine-Futuroscope | + 0 s           |
| 10.ª | Lauren Stephens   | Tibco-Silicon Valley Bank          | + 0 s           |

## Ciclistas participantes y posiciones finales
Convenciones:
- AB-N: Abandono en la etapa "N"
- FLT-N: Retiro por llegada fuera del límite de tiempo en la etapa "N"
- NTS-N: No tomó la salida para la etapa "N"
- DES-N: Descalificado o expulsado en la etapa "N"

## UCI WorldTour Femenino
El Tour de Guangxi Femenino otorgó puntos para el UCI WorldTour Femenino 2019 y el UCI World Ranking Femenino, incluyendo a todas las corredoras de los equipos en las categorías UCI Team Femenino. Las siguientes tablas muestran el baremo de puntuación y las 10 corredoras que obtuvieron más puntos:
| Posición   | 1.ª | 2.ª | 3.ª | 4.ª | 5.ª | 6.ª | 7.ª | 8.ª | 9.ª | 10.ª | 11.ª | 12.ª | 13.ª | 14.ª | 15.ª | 16.ª-30.ª | 31.ª-40.ª |
| Puntuación | 200 | 150 | 125 | 100 | 85  | 70  | 60  | 50  | 40  | 35   | 30   | 25   | 20   | 15   | 10   | 5         | 3         |

| Clasificación |                   |                                    |        |
| Posición      | Ciclista          | Equipo                             | Puntos |
| ------------- | ----------------- | ---------------------------------- | ------ |
| 1.ª           | Chloe Hosking     | Alé Cipollini                      | 200    |
| 2.ª           | Alison Jackson    | Tibco-SVB                          | 150    |
| 3.ª           | Marianne Vos      | CCC-Liv                            | 125    |
| 4.ª           | Arlenis Sierra    | Astaná                             | 100    |
| 5.ª           | Chiara Consonni   | Valcar Cylance                     | 85     |
| 6.ª           | Tanja Erath       | Canyon SRAM Racing                 | 70     |
| 7.ª           | Hanna Tserakh     | Minsk CC                           | 60     |
| 8.ª           | Ilaria Sanguineti | Valcar Cylance                     | 50     |
| 9.ª           | Emilia Fahlin     | FDJ Nouvelle Aquitaine Futuroscope | 40     |
| 10.ª          | Lauren Stephens   | Tibco-SVB                          | 35     |